# Fontaine Gaillon
La fontaine Gaillon es una fuente parisina situada en la Place Gaillon, de 1707. 

## Historia
Fue realizada en 1707 por Jean Beausire, arquitecto de Luis XIV y primero llamada "fuente Louis-le-Grand".
Fue reconstruida y modificada en 1827 o 1828 por Louis Visconti, arquitecto de Carlos X.  EstiloLa escultura de mármol central está a cargo de Georges Jacquot, las otras esculturas a François Derre y Combette.
Ha sido restaurado varias veces: en 1898, 1900 y en 1971 por Oberdoerffer, arquitecto de la ciudad.

## Estilo
Compuesta por una doble pila de estilo renacentista, tiene una escultura central en el centro, en la pila superior. Esta estatua representa a un joven tritón armado con un tridente, que cabalga y parece estar provocando a un delfín. El nicho que rodea la fuente está decorado con delfines, plantas acuáticas y cuernos de la abundancia.